# Aquila (torrente)
L'Aquila è un torrente ligure di circa 10 km.

## Geografia
Il torrente ha la sua origine a sud della Colla di San Giacomo, nel comune di Orco Feglino, ad un'altitudine di circa 800 m s.l.m. Procede poi verso Sud fino a Finalborgo dove avviene la sua confluenza nelle acque del torrente Pora.